# Suzanne Carr
Pour les articles homonymes, voir Carr et Nicole.
Suzanne Carr, née Suzanne Nicole le 13 février 1879 dans le 4e arrondissement de Paris et morte le 27 février 1948 à Nîmes, est une militante associative des œuvres sociales protestantes et une figure française du scoutisme féminin,.

## Biographie

### Enfance et famille
Suzanne Nicole naît en 1879 à Paris, fille de Paul Alexandre Nicole (1832-1904), directeur des chambres syndicales et promoteur, et de Marguerite Désirée Marie Vallin, son épouse. Ses parents, tous deux nés à Fécamp, ont d'abord été établis au Havre, où ils se sont mariés.
En 1902, Suzanne Nicole épouse le journaliste et homme d'affaires britannique Henry Lascelles Carr (en), mais il meurt quelques mois plus tard durant un séjour à Hyères, à l'âge de 61 ans,,.
Elle a une sœur aînée, Pauline Marguerite Françoise, née en 1863, qui épouse en 1883 l'artiste Émile Mas (1853-1923).

### Promotion de la vie familiale et de la citoyenneté des femmes
Au début du XXe siècle, Suzanne Carr est engagée dans plusieurs associations protestantes unionistes, notamment les Unions chrétiennes de jeunes filles (UCJF). Elle s'engage particulièrement sur des thématiques liées à la vie familiale et ce qui était alors nommé l'hygiène sociale. 
Elle milite au sein de l'Association protestante pour l'étude pratique des questions sociales (APEPQS), puis dans la ligue L'Étoile blanche, fondée en 1899 par Élie Gounelle et Aquilas Quiévreux, qui veut lutter contre « fléau de l'impureté » par « l'étude de la pureté et de la vie morale ». Elle y est secrétaire déléguée à partir de 1910.
Elle dirige une revue d'éducation familiale, l'Ami du foyer, qui intègre l'hebdomadaire féministe réformiste La Française en 1927. Elle tient des causeries sur la vie familiale sur Radio-Paris dans L'Émission du foyer en 1937 et 1938,. 
Attachée au développement des femmes comme citoyennes, et à la promotion de la solidarité féminine, elle publie en 1919 le manuel pratique Réunions de mères et fraternités féminines : organisation, fonctionnement. Elle s'engage aussi pour le vote des femmes et milite à l'Union française pour le suffrage des femmes, dont elle est membre du comité central à partir de 1931. 

### À la naissance du scoutisme féminin en France
En 1912, elle tente d'introduire le scoutisme féminin dans les Unions chrétiennes de jeunes filles (UCJF), pour ouvrir ce mouvement mondial initialement masculin, né en 1907, aux jeunes filles françaises. Elle écrit un projet d'adaptation française des Girl Guides qu'elle publie dans Le Journal de la jeune fille, mensuel des UCJF et qu'elle présente lors de différentes commissions. Alors qu'Élisabeth Fuchs réalise en juin 1912 les premières sorties d'éclaireuses, dans une perspective non confessionnelle, Suzanne Carr est nommée la même année, présidente de la première commission éclaireuse des UCJF, où des activités débutent dans une perspective protestante unioniste.  
Elle intègre par la suite, dès sa création en 1921, le comité d'honneur de la Fédération française des éclaireuses, première association de scoutisme féminin, qui réunit les éclaireuses de différentes sensibilités confessionnelles.
Suzanne Carr meurt veuve en 1948, à la maison de retraite Château-Silhol à Nîmes.